# Eider (vogel)
De eider of eidereend (Somateria mollissima) is een vogel uit de familie van de eendachtigen (Anatidae). De wetenschappelijke naam van de soort werd in 1758 als Anas mollissima gepubliceerd door Carl Linnaeus.

## Veldkenmerken
Een volwassen exemplaar is ongeveer 60 centimeter groot en is daarmee groter dan de wilde eend. Het mannetje is opvallend zwart-wit gekleurd met een groene vlek op het achterhoofd en een witroze borst. Het vrouwtje is bruin met zwarte strepen.

## Leefwijze
Het is een snelle vlieger die in horizontale vlucht 113 km per uur haalt. Roofvogels als de slechtvalk halen hogere snelheden maar doen dat in duikvlucht, dus dat is eigenlijk "vallen". Het voedsel bestaat uit zeeplanten, weekdieren, schelpdieren, vissen en andere kleine zeedieren. Opmerkelijk aan eidereenden is dat zij schelpdieren in hun geheel (met schelp) doorslikken. De schelpen worden vervolgens in de sterk gespierde maag vergruisd.

## Voortplanting
Een legsel bestaat meestal uit 4 tot 6 grijsgroene eieren, die gedurende 28 dagen worden bebroed.

## Verspreiding en leefgebied
De eider komt voor rond de noordelijke kusten van Europa, Noord-Amerika en Oost-Siberië. Het broedgebied strekt zich uit van arctische streken tot in de gematigde klimaatzone (Scandinavië, Noord-Engeland, Denemarken, IJsland en Oost-Groenland). Het is een grote eend die voornamelijk voorkomt in kustgebieden en zich ophoudt in zout water. Het zijn zeevogels van rotskusten. Ze overwinteren deels in het broedgebied, maar ook langs de kusten van België, Frankrijk, Zuid-Engeland en Ierland.
Er worden zes ondersoorten onderscheiden:
- S. m. mollissima: noordwestelijk Eurazië
- S. m. v-nigrum (Pacifische eider): noordoostelijk Azië en Alaska
- S. m. borealis: noordoostelijk Canada, Groenland en IJsland
- S. m. sedentaria: Hudsonbaai en Jamesbaai (Canada)
- S. m. dresseri (Dressers eider): zuidoostelijk Canada, de noordoostelijke Verenigde Staten
- S. m. faeroeensis: Faeröer-eilanden

### Status in Nederland
De eider heeft zijn broedgebied geleidelijk naar het zuiden verplaatst. Rond 1800 werden de eerste broedgevallen in het Deense waddengebied gerapporteerd, en in 1906 broedde de eerste eider op Vlieland. Daarna steeg het aantal sterk tot in de jaren 1960 door vergiftiging met bestrijdingsmiddelen een daling optrad. Daarna trad een spoedig herstel in en rond de eeuwwisseling was het aantal broedparen gestegen tot 10.000. Daarna nam het aantal weer af, waarschijnlijk door de verslechterde voedselomstandigheden in de Waddenzee. In 2018 werd het aantal broedparen geschat op ongeveer 3500.

### Wereldwijd
De wereldpopulatie werd in 2015 geschat op 1,6 tot 1,9 miljoen volwassen individuen. De vogel gaat in aantallen achteruit door een aantal factoren waaronder overbevissing, watervervuiling, verstoring en jacht. Om deze redenen staat deze soort sinds 2015 als gevoelig op de Rode Lijst van de IUCN.
Aan de noordkust van Newfoundland (Canada) bevinden zich verschillende gebieden die specifiek ter bescherming van de eider als natuurreservaat erkend zijn. Het betreft onder meer de Hare Bay Islands, Shepherd Island en het Île aux Canes. De Newfoundlandse Fischoteilanden en het gebied rond Table Bay in Labrador zijn vanwege de aanwezigheid van eiders erkend als een Important Bird Area.

## Naam
Het woord eider is verwant met het IJslandse woord æðarfugl, dat donsvogel betekent. Ook de wetenschappelijke naam Somateria mollissima duidt op het dons; het betekent zoveel als vogel met zeer zacht wollichaam.

## Afbeeldingen

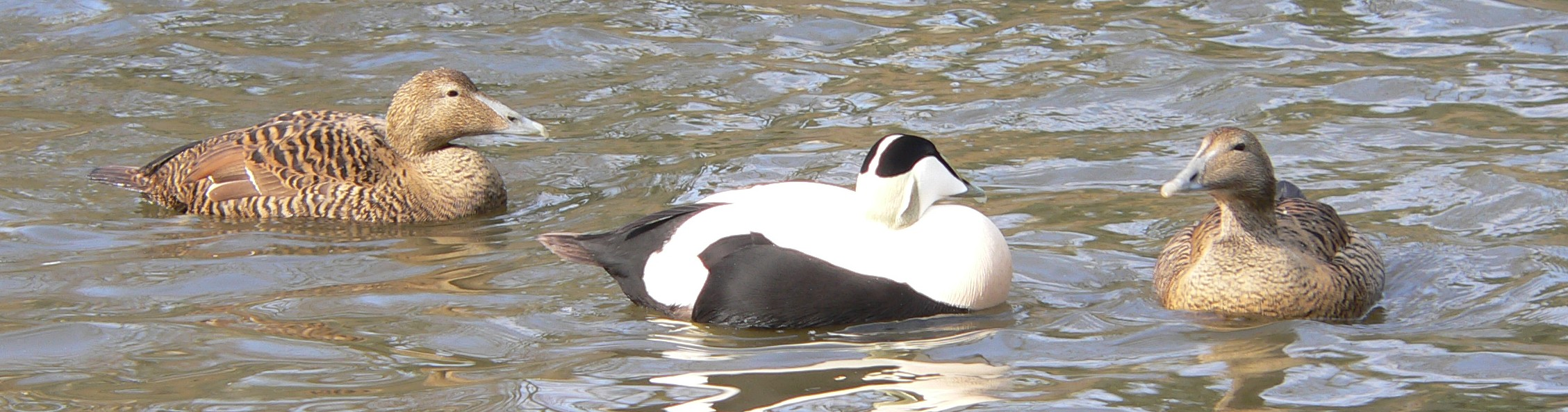
Eidereend mannetje en 2 vrouwtjes
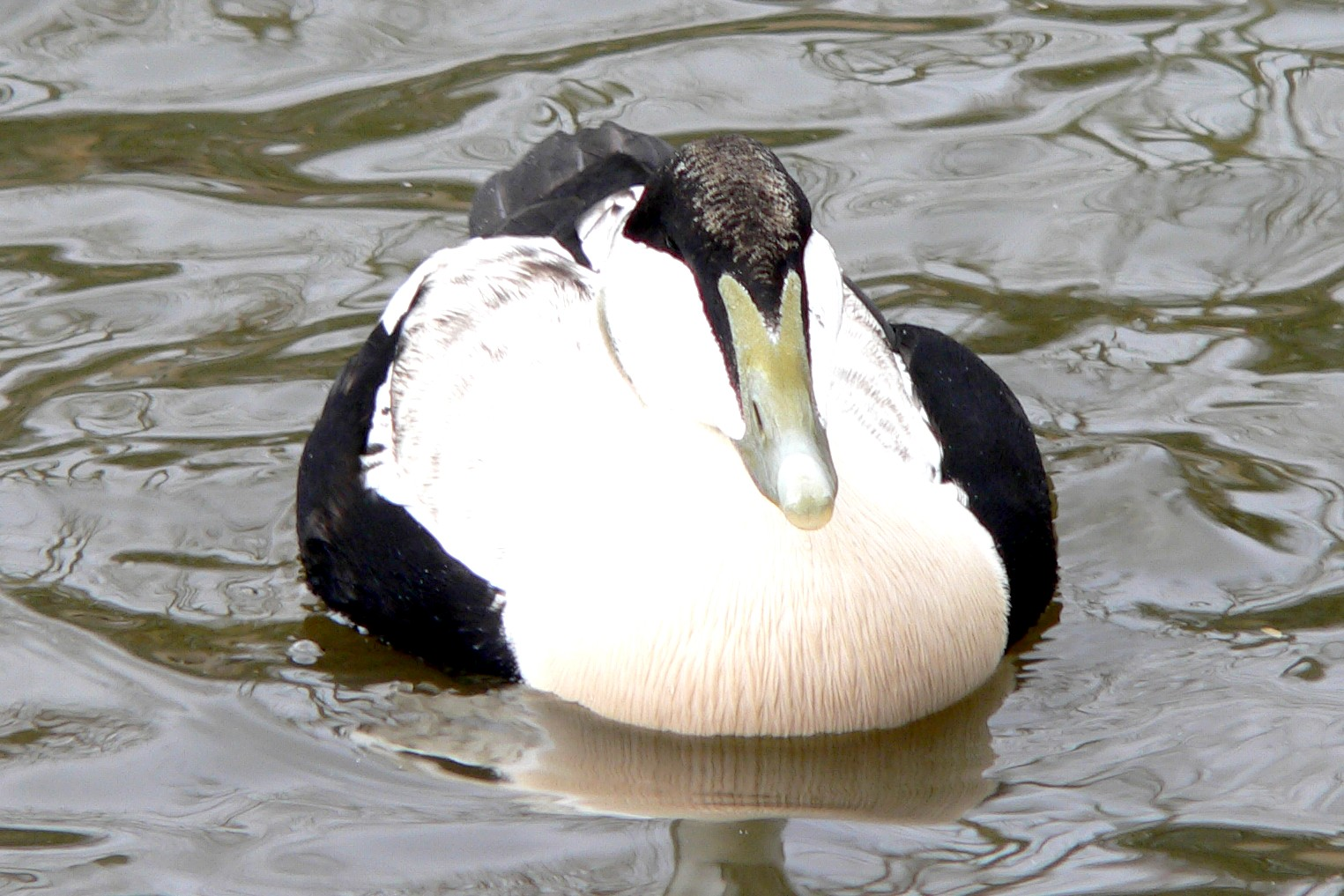
Mannetje
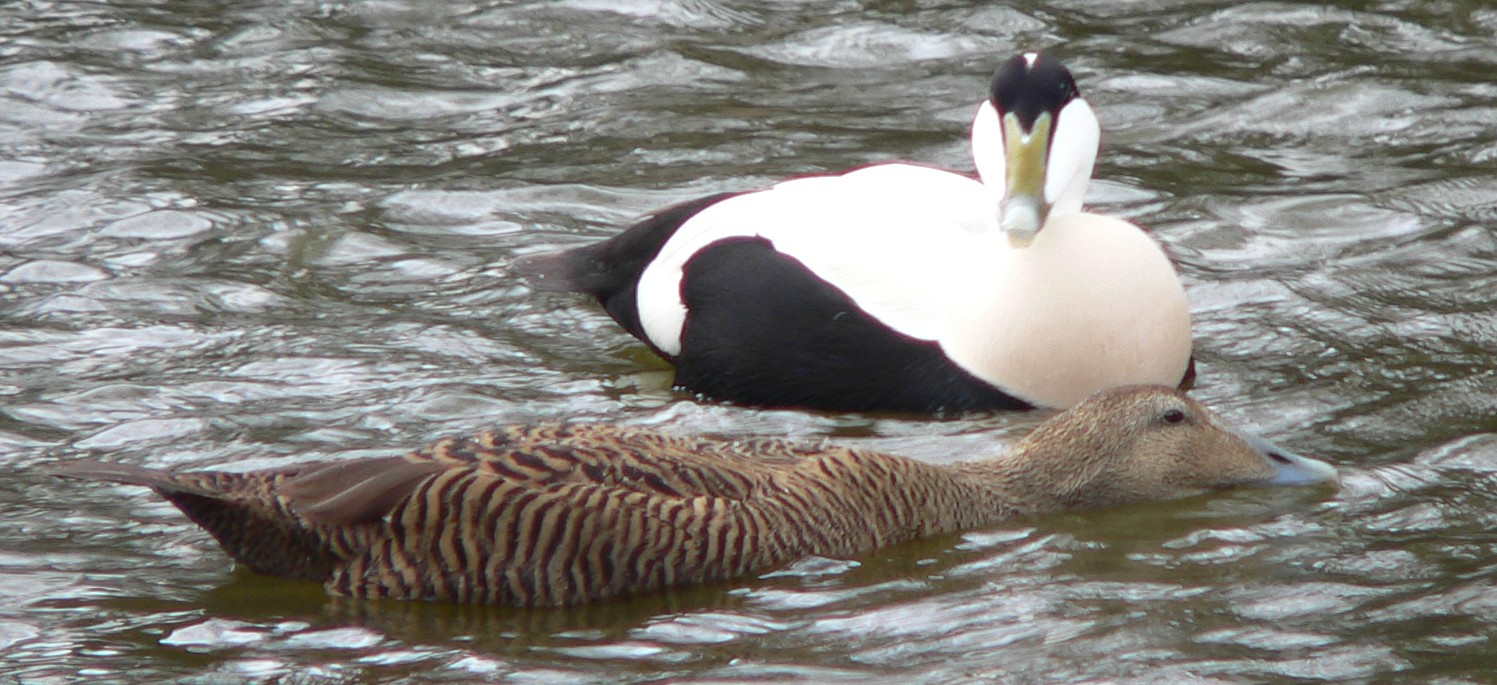
Vrouwtje toont paarbereidheid

## Video
- Baltsende eiders
- Wassende eidereend aan de Brouwersdam